# Centreville, Mississippi
Centreville là một thành phố thuộc quận Wilkinson, tiểu bang Mississippi, Hoa Kỳ. Năm 2010, dân số của thành phố này là 1 684 người.

## Dân số
- Dân số năm 2000: 1 680 người.
- Dân số năm 2010: 1 684 người.